# 大衆 (仏教)
大衆（だいしゅ）とは、多くの仏僧の集まり、また僧侶のこと。のちに主として僧兵のことを指すようになった。

## 概要
本来は、学問や研究、祈祷に専念する学侶、学問や修行のほか、寺内の運営実務にあたった衆徒（堂衆）、寺院内部において施設の管理や花・灯りの準備、炊事・給仕など専ら世俗的な実務にあたった行人から構成された、僧侶の汎称であった。
のちに僧侶の身分分化が進み、公家や将軍家出身である学侶が寺院内の要職を独占して寺院の経営にも関与しようとすると、衆徒および行人たちは、激しくこれに抵抗した。特に衆徒は、中級・下級の武士出身者が多かったため、武芸の心得をもつ者が多く、強訴などではその中心となって活動した。
衆徒は数のうえでも多数を占め、学侶がなかば名誉職的位置づけがなされる場合もあり、「大衆」という語で衆徒を指ししめすことも多かった。
文書では「大衆神民」という用例が多く、僧兵のうち衆徒や行人身分のものを指したが、俗兵を含めて大衆と呼んだ例も少なくない。